# Perissandria subfusca
Perissandria subfusca là một loài bướm đêm trong họ Noctuidae.